# Hemiceras levana
Hemiceras levana är en fjärilsart som beskrevs av Druce 1890. Hemiceras levana ingår i släktet Hemiceras och familjen tandspinnare. Inga underarter finns listade i Catalogue of Life.